# Bedřich
Bedřich je mužské jméno, které pochází ze staroněmeckého jména Fridurihhi, kde první část jména Fridu znamená „mír“ a druhá část rihhi „vládce“. Ve staročeštině došlo k zaměnění f za b. V současné němčině zní toto jméno Friedrich. Ženskou obdobu jména představuje Bedřiška.
Bedřichové mají podle českého občanského kalendáře svátek 1. března.

## Domácké podoby
Bedřišek, Béďa, Béda

## Statistické údaje
Následující tabulka uvádí četnost jména v ČR a pořadí mezi mužskými jmény ve srovnání dvou roků, pro které jsou dostupné údaje MV ČR – lze z ní tedy vysledovat trend v užívání tohoto jména:
| Rok       | Četnost    | Pořadí   |
| 1999      | 9402       | 67.      |
| 2002      | 8825       | 69.      |
| Porovnání | o 577 méně | o 2 hůře |
| 2006      | 7712       | 77.      |
| 2013      | 6264       | 193.     |

Změna procentního zastoupení tohoto jména mezi žijícími muži v ČR (tj. procentní změna se započítáním celkového úbytku mužů v ČR za sledované tři roky 1999-2002) je -5,4%, což svědčí o statisticky významném poklesu obliby tohoto jména.

## Bedřich v jiných jazycích
- Slovensky: Fridrich
- Polsky: Fryderyk
- Srbocharvátsky, nizozemsky: Frederik
- Maďarsky: Frigyes
- Latinsky: Fredericus
- Italsky: Federico
- Španělsky: Federico nebo Federigo
- Francouzsky: Frédéric
- Dánsky a Norsky: Fredrik nebo Frederik
- Švédsky: Fredrik
- Anglicky: Frederic nebo Frederick
- Německy: Friedrich (zkrácenina Fritz)
- Řecky: Φρειδερίκος

## Významní nositelé jména Bedřich
- Bedřich Smetana – hudební skladatel
- Bedřich Hrozný – chetitolog
- Bedřich (kníže) – český kníže
- Bedřich (pražský biskup)
- Bedřich Engels – německý filozof
- Bedřich Šetena – dabér a herec

- Fridrich I. Barbarossa – německý císař
- Fridrich II. Veliký – pruský král
- Svatobor (Fridrich) – syn českého knížete

## Bedřich jako příjmení
- Václav Bedřich – český animátor a režisér
- Václav Bedřich (politik) (1932) – český lékař a politik, koncem 80. let 20. stol. poslanec ČNR

## Jiní Bedřichové
- Méďa Béďa – kreslená postavička z autorské dílny William Hanna a Joseph Barbera